# Pseudochazara augustini
Pseudochazara augustini är en fjärilsart som beskrevs av Weiss 1980. Pseudochazara augustini ingår i släktet Pseudochazara och familjen praktfjärilar. Inga underarter finns listade i Catalogue of Life.